# 박완규 (1942년)
박완규(朴完奎, 1942년 2월 20일~ )는 대한민국 제11대 국회의원이다. 대전 출신으로 본관은 밀양이며, 호는 전민(田民)이다.
1981년 3월 25일 제11대 국회의원선거 충남 제1선거구에서 민주한국당 소속으로 25,680표(24.14%)를 얻어 당선되었다. 1982년부터 1985년까지 한국공인회계사회 회장을 지냈다.

## 학력
- 대전상업고등학교
- 건국대학교 상과
- 고려대학교 정책대학원

## 역대 선거 결과
|  | 24.14% |

|  | 16.83% |

|  | 4.24% |

|  | 14.43% |